# Neil Kernon
Neil Kernon é um músico, produtor, mixador  e engenheiro de gravação de Londres, Inglaterra. Ele já ganhou um Grammy Award, e  trabalhou em 96 gravações que renderam certificado de Ouro e Platina.

## Páginas externas
- Neil Kernon no Discogs.com
- Neil Kernon no allmusic.com
- Entrevista no MelodicRock.com